# Grenzgeschwindigkeit (Schachtförderung)
Als Grenzgeschwindigkeit bezeichnet man in der Schachtfördertechnik die Geschwindigkeit, auf die ein Fördergutträger maximal beschleunigt werden kann, damit die noch zur Verfügung stehende Teufe ausreicht, dass der Fördergutträger von der Fördermaschine am Endanschlag (Hängebank, Füllort) problemlos zum Anhalten gebracht werden kann. Die Grenzgeschwindigkeit ist stets abhängig von der zur Verfügung stehenden Teufe des jeweiligen Schachtes.

## Der Treibevorgang
Bei einer Schachtförderanlage erfolgt die vertikale Bewegung des Fördergutträgers stets nach dem gleichen Prinzip. Das Förderseil wird durch den Seilträger bis auf die jeweilige Fördergeschwindigkeit beschleunigt. Anschließend wird das Förderseil mit einer gleichbleibenden Geschwindigkeit weiter angetrieben. Ab einem bestimmten Punkt wird das Förderseil dann durch den Seilträger verzögert und bis auf Null abgebremst. Die jeweilige Bewegung (Beschleunigung, Gleichlauf, Verzögerung) des Förderseils wird auf den Fördergutträger übertragen. Nach der Förderpause erfolgt die Bewegung in entgegengesetzter Richtung. Für die einzelnen Bewegungsperioden steht dem Fördermittel ein bestimmter Teil der Teufe zur Verfügung. Diese Bewegungsperioden können in einem Fahrdiagramm dargestellt werden. Die Strecke, die das Fördermittel während der einzelnen Bewegungsperioden zurücklegt, lässt sich rechnerisch ermitteln. Ebenso lässt sich die Höchstgeschwindigkeit der jeweiligen Schachtförderanlage ermitteln.

## Beschleunigung bis zur Grenzgeschwindigkeit
Wenn nun der Fördermaschinist die Fördermaschine über die ermittelte Höchstgeschwindigkeit hinaus beschleunigt, wird die Wegstrecke, die für das Beschleunigen benötigt wird, länger. Gleichzeitig verlängert sich auch die Verzögerungsstrecke. Im Gegenzug dazu verringert sich die Strecke, die das Fördermittel mit gleichbleibender Geschwindigkeit bewegt wird. Die Geschwindigkeit kann soweit gesteigert werden, bis kein Gleichlaufanteil mehr vorhanden ist und das Fördermittel nur noch beschleunigt oder verzögert wird. Die Geschwindigkeit, die dabei als maximale Geschwindigkeit erreicht wird, ist die Grenzgeschwindigkeit. Diese Grenzgeschwindigkeit darf nicht überschritten werden, da die zur Verfügung stehende restliche Teufe dann nicht ausreichen würde, um das Fördermittel am Endanschlag zum Stehen zu bringen. Der Fördergutträger würde übertreiben und erst durch die Übertreibsicherung zum Stehen gebracht werden.